# Микаела Коел
Микаела Коел (на английски: Michaela Coel) е английска актриса и сценаристка.
Родена е на 1 октомври 1987 година в Лондон в семейство на имигранти от Гана. През 2012 година завършва Училището по музика и драма „Гилдхол“, след което започва работа в телевизията. Придобива известност с комедийните сериали „Дъвка“ (Chewing Gum, 2015 – 2017) и „Мога да те унищожа“ (I May Destroy You, 2020), в които изпълнява главната роля и е автор на сценария.
Коел се идентифицира като аромантична.